# بیساکچیا
بیساکچیا (به ایتالیایی: Bisaccia) یک کومونه در ایتالیا است که در استان آولینو واقع شده‌است.

## خصوصیات
بیساکچیا ۱۰۱٫۴۱ کیلومترمربع مساحت و ۴٬۱۴۸ نفر جمعیت دارد و ۸۶۰ متر بالاتر از سطح دریا واقع شده‌است.